# Komitee der Generalsekretäre

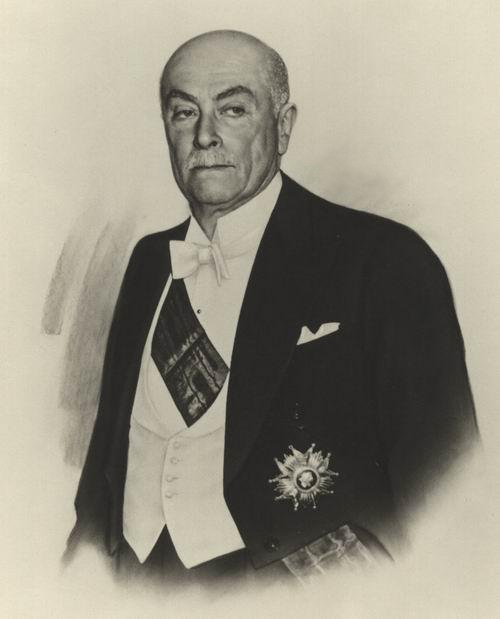
Das Komitee der Generalsekretäre wurde vom belgischen Premierminister Hubert Pierlot eingerichtet.

Das Komitee der Generalsekretäre (frz. Comité des Sécretaires-généraux, nld. Comité van de secretarissen-generaal) war ein während des Zweiten Weltkriegs im deutsch besetzten Belgien eingerichtetes Verwaltungsorgan. Das Komitee bestand aus den leitenden zivilen Angestellten („Generalsekretäre“) der wichtigsten belgischen Regierungsministerien und bildete einen der wichtigsten Teile der deutschen Besatzungsverwaltung von 1940 bis 1944. Sie war Teil der „Politik des kleineren Übels“(„Moindre-mal“), unter der eine eingeschränkte ökonomische und politische Zusammenarbeit mit der deutschen Besatzungsmacht zur Wahrung belgischer Interessen verstanden wurde.

## Hintergrund
Das Komitee wurde durch die belgische Regierung unter Premierminister Hubert Pierlot am 16. Mai 1940 eingerichtet. Es sollte sicherstellen, dass es auch in Abwesenheit einer offiziellen belgischen Regierung nicht zum Zusammenbruch der administrativen Verwaltung des belgischen Staates kommen würde. Während die meisten Minister nach Bordeaux in Frankreich flüchteten, erhielten die Generalsekretäre den Auftrag, mit allen weiteren zivilen Angestellten im Land zu verbleiben und eine weiterhin funktionierende Verwaltung sicherzustellen.
Während der deutschen Besetzung Belgiens im Ersten Weltkrieg hatten viele Belgier sich in einer Form passiven Widerstands geweigert, mit den deutschen Besatzungsbehörden zusammenzuarbeiten. Dies führte zu massiven Repressionen gegen die Bevölkerung, da die Deutschen eine gewisse Kollaboration mit Gewalt zu erzwingen versuchten.
Das Komitee hoffte, auch während des Zweiten Weltkriegs eine enge Zusammenarbeit mit den Besatzern nach Möglichkeit vermeiden zu können aber parallel ein gewisses Maß an Autonomie und nationaler Unabhängigkeit zu bewahren. Darüber hinaus hoffte es, die deutschen Behörden von der Einführung radikaler Maßnahmen wie Zwangsarbeit und Deportationen abhalten zu können.

## Position innerhalb der deutschen Besatzungsverwaltung
Nach der belgischen Kapitulation am 28. Mai 1940 bildeten die Deutschen die Militärverwaltung in Belgien und Nordfrankreich unter der Führung von General Alexander von Falkenhausen. Eine Abteilung der Militärverwaltung mit dem Namen Militärverwaltungsstab unter dem Befehl von Eggert Reeder war für die Tagespolitik und zivile Verwaltungsaufgaben zuständig. Der Militärverwaltungsstab hatte die Befugnis, Forderungen an die Generalsekretäre zu stellen, die diese ausführen mussten.

## Generalsekretäre
Das ursprüngliche Komitee bestand aus fünf Generalsekretären und wurde nach der Flucht der Regierung im Mai 1940 aufgestellt. Im August des Jahres wurde es um fünf weitere Generalsekretäre, die andere Ministerien vertraten, erweitert. Anfang 1941 kam es zu einer Umstrukturierung des Komitees, den der viele Generalsekretäre ersetzt wurden. Zweck der Umstrukturierung war es, das Komitee mit deutschlandfreundlicheren Personen wie Gérard Romsée zu besetzen, der Mitglied in der prodeutschen Partei Vlaams Nationaal Verbond (Flämischer Nationalverbund, VNV) war.
Das ursprüngliche Komitee bestand aus Alexandre Delmer als Präsident und Zuständigem für Öffentlichkeitsarbeit, Jean Vossen für Innere Angelegenheiten, Marcel Nyns für Bildung, Oscar Plisnier für Finanzen und Charles Verwilghen für Arbeit und Soziales. Verwilghen wurde im März 1942 von seinem Posten entbunden. Im August 1940 erfolgte die Erweiterung des Komitees um Ernst de Bunswyck für Justiz, Emile de Winter für Landwirtschaft, Victor Leemans für Wirtschaft, A. Castau für Transportwesen, Post, Telegraphen- und Telefonwesen und E. de Jonghe als Zuständigem für die Kolonien. Nach der Umstrukturierung von Anfang 1941 besetzte Gérard Romsée den Posten für Innere Angelegenheiten, Gaston Schuind den für Justiz, A. de Cock war für Öffentlichkeitsarbeit zuständig, G. Claeys für das Transportwesen und M. van Hecke für die Kolonien. Schuind wurde im September 1943 entlassen, während der Rest bis zur Auflösung der Militärverwaltung 1944 im Amt war.

## Kritik
Trotz seiner Bemühungen wurde das Komitee als Verantwortlicher für eine Leichtigkeit, mit der die Deutschen ihre Besatzung errichten konnten ausgemacht. Es war nicht in der Lage, die Deportation von Zwangsarbeiten in das Deutsche Reich oder den Holocaust in Belgien zu verhindern. Es konnte solche Maßnahmen lediglich teilweise bis Oktober 1942 verhindern. Das Bemühen des Komitees, Verwaltungsaufgaben von den Besatzungsbehörden zu übernehmen bedeutete, dass diese für ihre Zwecke auf eine etablierte Verwaltung zurückgreifen und das Land so effektiver nach ihren Vorstellungen formen und ausbeuten konnten.
Die belgische Exilregierung in London kritisierte das Komitee heftig dafür, die Besatzer zu unterstützen. Nach Kriegsende wurden mehrere Generalsekretäre wegen Kollaboration mit dem Feind angeklagt. Die meisten wurden nach anfänglichen Vernehmungen freigesprochen. Lediglich Schuind und Romsée wurden zu fünf beziehungsweise zwanzig Jahren Haft verurteilt.